# لورانس ألوي
لورانس ريجنالد ألوي (بالإنجليزية: Lawrence Alloway)‏ (1926 - 1990)، هو ناقد فني إنجليزي-أمريكي. في الخمسينيات من القرن العشرين، هو أول من إستحدم مصطلح «الفن الشعبي الشامل» لأول مرة في منتصف الخمسينيات من القرن الماضي واستخدم مصطلح «فن البوب» في الستينيات للإشارة إلى أن الفن له أساس في الثقافة الشعبية في عصره ويستمد منه إيمانًا بقوة الصور.  وعبارة «بوب آرت» تعني الفن الشعبي أو الجماهيري حيث كلمة «بوب» مصدرها (Popular = شعبي) وقد استخدمها الناقد الإنكليزي لورانس ألوي لتعريف أعمال جماعة المستقلين من الفنانين الشباب المعارضين للفن الكلاسيكي.

## النشأة والتعليم
ولد في مدينة لندن يوم 17 سبتمبر 1926، بين عامي 1943 و1947 درس ألوي تاريخ الفن في جامعة لندن، حيث التقى بالناقد والمنسق المستقبلي ديفيد سيلفستر. كتب
ألوي مراجعات قصيرة لكتب في صحيفة ذا تايمزفي عامي 1944 و 1945، وكان في ذلك الوقت بين 17 و 19 عامًا من عمره. من عام 1954 حتى وفاته عام 1990 كان متزوجًا من الرسامة سيلفيا سلاي.

## وفاته
عانى لواء من اضطراب عصبي وتوفي بسبب سكتة قلبية في مدينة نيويورك يوم 2 يناير 1990، عن عمر يناهز 63 عامًا.

## روابط خارجية
- أوراق لورنس لوي ، 1935-2003. معهد جيتي للأبحاث، لوس أنجلوس، انضمام رقم 2003. م 46. يتألف الأرشيف من مراسلات وملفات عمل ومخطوطات ومقاطع ووثائق شخصية والعديد من الصور والشرائح للفن المعاصر.